# Antonio Watson
Antonio Watson (* 11. September 2001) ist ein jamaikanischer Leichtathlet, der hauptsächlich im 400-Meter-Lauf an den Start geht. Er gewann die Goldmedaille bei den Weltmeisterschaften 2023 in Budapest.

## Leben
Antonio Watson stammt aus dem Trelawny Parish, im Norden von Jamaika. Dort wuchs er mit seinen Eltern und drei jüngeren Schwestern auf. Bereits zu Schulzeiten, zeigte er gute sportliche Leistungen und wechselte später, um seine Karriere voranzutreiben, auf die Petersfield High School. Nebenbei spielte er noch eine Zeitlang Fußball, bevor er sich endgültig auf die Leichtathletik konzentrierte. Zunächst startete er über die Mittelstreckendistanzen 800 und 1500 Meter, bevor er sich endgültig auf die 400 Meter spezialisierte. 2021 schloss er die High School ab und entschied sich, trotz Angeboten aus dem Ausland, das Training in seinem Heimatland fortzusetzen. Sein Trainer wurde Glen Mills, der unter anderem auch Usain Bolt betreute.

## Sportliche Laufbahn
Watson trat 2016 in ersten Sprintwettkämpfen auf nationaler Ebene an. 2017 stellte er eine Bestzeit von 21,72 s über 200 Meter auf. Ende Juni wurde er mit Bestzeit von 47,05 s jamaikanischer U18-Meister im 400-Meter-Lauf. Zwei Wochen später trat er dann bei den U18-Weltmeisterschaften in Nairobi an. Über 400 Meter erreichte er souverän das Finale. Darin konnte er seine Bestzeit auf 46,59 s steigern und damit die Goldmedaille gewinnen. Zwei Tage später gewann er mit der 4-mal-400-Meter-Mixed-Staffel zudem noch die Silbermedaille. 2018 stellte Watson Ende März mit 20,90 eine neue 200-Meter-Bestzeit auf und konnte damit im Oktober bei den Olympischen Jugendspielen in Buenos Aires an den Start gehen. Der Wettkampf bestand aus jeweils zwei Sprintläufen über 200 Meter. Watson belegte Platz 2 im ersten und Platz 3 im zweiten Lauf und gewann schlussendlich die Silbermedaille. Während der folgenden Saison, bremste ihn eine Oberschenkelverletzung aus. 2021 verbesserte er sich dann im 200-Meter-Lauf auf eine Bestzeit von 20,53 s. Über diese Distanz belegte er den sechsten Platz bei den jamaikanischen Meisterschaften. Im Juli trat er in Costa Rica bei den U23-Meisterschaften Nordamerikas an. Das 200-Meter-Finale beendete er auf dem Bronzerang. Anschließend gewann er mit der 4-mal-100-Meter-Staffel die Goldmedaille. Zwei Jahre später stellte Watson im Juni mit 20,49 s eine neue 200-Meter-Bestzeit auf.
2023 lief Watson zum ersten Mal die 400 Meter unter 45 Sekunden und trat deshalb Anfang Juni über diese Distanz bei den Jamaikanischen Meisterschaften an, wobei er mit Bestzeit von 44,54 s den zweiten Platz belegte. Damit qualifizierte er sich für die Weltmeisterschaften in Budapest. Dort ging er im August an den Start. Zunächst erreichte er das Halbfinale, in dem er eine neue Bestzeit in 44,13 s lief. Im Finale trat er unter anderem gegen sein sportliches Idol, den Weltrekordhalter Wayde van Niekerk, an. Watson sicherte sich in 44,22 s den Weltmeistertitel. Es war der erste Titelgewinn im 400-Meter-Lauf für Jamaika seit dem Sieg von Bert Cameron bei der WM-Premiere 1983, fast 40 Jahre zuvor. Zum Abschluss verpasste er mit der 4-mal-400-Meter-Staffel als Vierter knapp eine Medaille.

## Wichtige Wettbewerbe
| Jahr                | Veranstaltung           | Ort                 | Platz               | Disziplin           | Zeit                |
| Startet für Jamaika | Startet für Jamaika     | Startet für Jamaika | Startet für Jamaika | Startet für Jamaika | Startet für Jamaika |
| ------------------- | ----------------------- | ------------------- | ------------------- | ------------------- | ------------------- |
| 2017                | U18-Weltmeisterschaften | Nairobi             | 1.                  | 400 m               | 46,59 s             |
| 2017                | U18-Weltmeisterschaften | Nairobi             | 2.                  | 4 × 400 m (Mixed)   | 3:22,23 min         |
| 2018                | Olympische Jugendspiele | Buenos Aires        | 2.                  | 200 m               | 21,33 s/21,08 s     |
| 2023                | Weltmeisterschaften     | Budapest            | 1.                  | 400 m               | 44,22 s             |
| 2023                | Weltmeisterschaften     | Budapest            | 4.                  | 4 × 400 m           | 2:59,34 min         |

## Persönliche Bestleistungen
Freiluft
- 200 m: 20,49 s, 24. Juni 2023, Kingston
- 400 m: 44,13 s, 22. August 2023, Budapest